# Джеф Чандлър
Джеф Чандлър (на английски: Jeff Chandler) е американски актьор. 

## Биография
Роден е на 15 декември 1918 г. Ира Гросел в еврейско семейство в Бруклин, Ню Йорк. Единствено дете на Ана (родена Херман) и Филип Гросел.  Той е отгледан от майка си, след като родителите му се разделят, когато е бил дете.
Посещава гимназия „Еразъм Хол“, алма матер на много сценични и филмови личности, където играе в училищни пиеси, негова съученичка е Сюзън Хейуърд. Бащата на Чандлър е бил свързан с ресторантьорството и намерил на сина си работа като касиер в ресторант. Той учи изкуство в продължение на една година и работи като художник по оформление на каталог за поръчки по пощата за 18 долара на седмица.  В крайна сметка той спестява достатъчно пари, за да вземе курс в училище за драматично изкуство „Feagin“ в Ню Йорк. Работил е за кратко в радиото.
През лятото на 1941 г. Чандлър основава своя собствена театрална компания „Shady Lane Playhouse“, в Илинойс. С компанията обикаля Средния Запад с известен успех. Когато САЩ влиза във Втората световна война, Чандлър се записа в армията.  Той служи четири години, предимно на Алеутски острови, завършвайки с чин лейтенант.

### Кариера
Най-добре запомнен е в ролята на Кочис в „Счупена стрела“ (1950), за която е номиниран за Оскар. Той е един от най-популярните мъже звезди на Юнивърсъл Пикчърс през 1950-те години. Другите му участия включват „Меч в пустинята“ (1948), „Депортиран“ (1950), „Жена на плажа“ (1955). Освен с актьорската си игра в киното, той е известен и с ролята си в радиопрограмата „Нашата мис Брукс“ и с музикални си записи.
За своя принос към филмовата индустрия, Чандлър има звезда на Холивудската алея на славата, на 1770 Vine Street.

### Смърт
Докато работи по „Мародерите на Мерил“ на Филипините, на 15 април 1961 г. Чандлър ранява гърба си, докато играе бейзбол с войници от специалните сили на американската армия, които служат като статисти във филма. Бият му инжекции, за да притъпят болката и да му позволи да завърши производството.  На 13 май 1961 г. постъпва в болница в Кълвър Сити, Калифорния и оперира херния на гръбначния стълб. Има тежки усложнения, артерия е увредена и следва кръвоизлив. На 17 май претърпява седем часа и половина спешна операция след първоначалната операция, преляни са му 55 пинта кръв. Последва трета операция на 27 май, получава допълнителни 20 пинта кръв.  Умира на 17 юни 1961 г., причината е инфекция на кръвта, усложнена от пневмония.  Преди смъртта си Чандлър е бил близък с британската актриса Барбара Шели. Тони Къртис и Джералд Мор са сред носачите на погребението на Чандлър, на което присъстват повече от 1500 души. [78] Той е погребан в гробището Хилсайд Мемориал Парк (Hillside Memorial Park) в Кълвър Сити.  Провежда се разследване за смъртта на Чандлър.  Децата му съдят болницата за 1,5 милиона долара. 

## Избрана филмография
| Година | Филм           | Оригинално заглавие | Роля         | Режисьор      |
| ------ | -------------- | ------------------- | ------------ | ------------- |
| 1950   | Счупена стрела | Broken Arrow        | Кочис        | Делмар Дейвс  |
| 1953   | Отряд „Стрела“ | War Arrow           | Хауел Брейди | Джордж Шърман |